# Legazione di Perugia e dell'Umbria
La Legazione di Perugia e dell'Umbria è stata una suddivisione amministrativa dello Stato Pontificio. Erede del Ducato di Spoleto, nacque nel XV secolo e fu soppressa nel XVII secolo.

## Storia

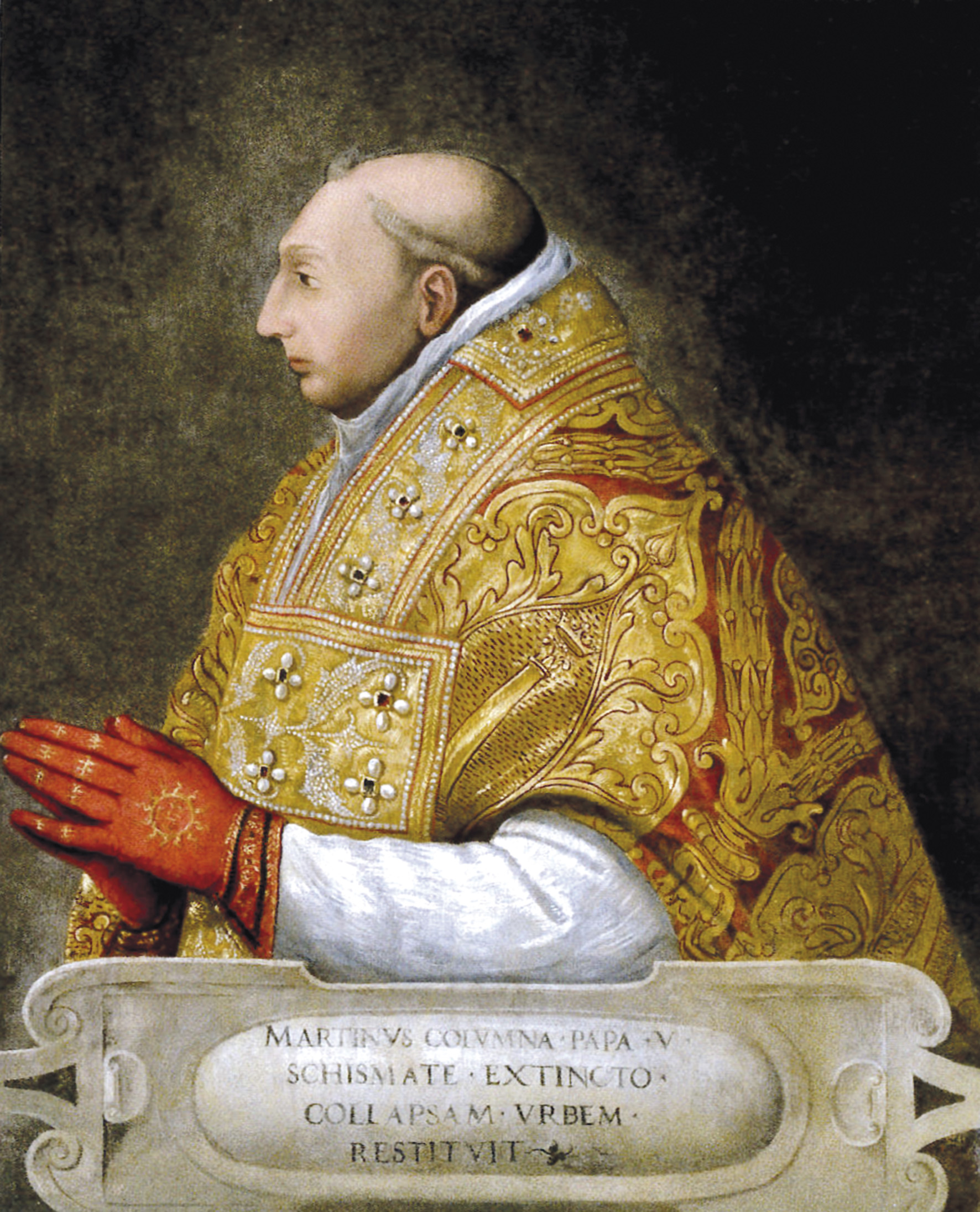
Papa Martino V: nel 1424 creò la Legazione.

Il territorio di Perugia faceva formalmente parte dello Stato Pontificio fin dall'età altomedievale. La città restò comunque indipendente de facto fino al 1370, allorquando perse le autonomie comunali, unitamente alle libertà civiche, di cui godeva.
Nel 1424 i nobili perugini consegnarono la città alla Santa Sede (Convenzione tra il Comune di Perugia e Martino V, 29 aprile 1424). Negli anni successivi, i vincoli di sottomissione allo Stato della Chiesa si allentarono nuovamente, grazie anche all'affermarsi sul territorio di alcune signorie, l'ultima delle quali fu quella della famiglia Baglioni. L'egemonia del casato si protrasse dal 1438 a 1479.
Nel 1540, a seguito della sfortunata guerra del sale, la città perse nuovamente le sue libertà civiche e la sua secolare autonomia e passò definitivamente sotto il governo dello Stato della Chiesa.
Nella prima metà del XVII secolo lo Stato della Chiesa decise di riorganizzare il governo locale. Fu abolita la legazione come governo regionale; sopravvissero i governatori locali, nelle quattro città principali: 
- Ducato di Spoleto;
- Territorio di Perugia;
- Territorio di Orvieto;
- Governo di Città di Castello.

## Cronotassi dei legati apostolici dal 1424 al 1809
- Antonio Correr (1424 - 1425)
- Pietro Donà, legato a latere (25 ottobre 1425 - maggio 1430)
- Domenico Capranica, governatore (1º luglio 1430 - 1431)
- Giordano Orsini (20 luglio 1431 - 1435)
- Alberto Alberti, governatore (1435 - 1439)
- Giovanni Vitelleschi (1439 - 1440 †)
- Gaspare de Diano, governatore (1440 - 1444)
- Domenico Capranica (dicembre 1444 - dicembre 1445)

...
- Berardo Eroli (29 luglio 1462 - 17 giugno 1463) (I volta)
- Richard Olivier de Longueil (11 ottobre 1464 - 1468)
- Bartolomeo Roverella (1470 - 1471)
- Berardo Eroli (1471) (II volta)
- Giacomo Ammannati Piccolomini (13 settembre 1471 - 1472)
- Pietro Riario (dicembre 1473 - 1474 †)
- Berardo Eroli (1474) (III volta)
- Niccolò Perotti, governatore (1474 - 1477)
- Berardo Eroli (1477) (IV volta)
- Raffaele Riario Sansoni (12 gennaio 1478 - 1480)
- Giovanni Battista Savelli (16 giugno 1480 - 1482)
- Giovanni Arcimboldi (18 ottobre 1483 - 1487)
- Francesco Todeschini Piccolomini (5 novembre 1488 - 1489)

…
- Giovanni Borgia il Minore (21 giugno 1497 - 1499)
- Raymond Pérault (11 ottobre 1499 - 1500)
- Jaime Serra i Cau (27 novembre 1500 - 1506)
- Antonio Ferrero (1506 - 1507)
- Leonardo Grosso della Rovere (3 febbraio 1507 - 1509)[2]
- Gabriele de' Gabrielli (25 giugno 1509 - 1510)
- Antonio Maria Ciocchi del Monte (17 marzo 1513 - 1516)
- Bernardo Dovizi (18 agosto 1516 - 1517)
- Francesco Armellini, prolegato (1518 - 1520)
- Silvio Passerini (19 dicembre 1520 - 1529 †)
- Ippolito de' Medici (9 maggio 1529 - 1535 †)
- Marino Grimani (22 dicembre 1535 - 21 aprile 1539)
- Cristoforo Giacobazzi (21 aprile 1539 - 7 ottobre 1540)
- Ascanio Parisani (1542 - 1545)
- Tiberio Crispo (14 aprile 1545 - 15 settembre 1548)
- Giulio Feltrio della Rovere (13 luglio 1548 - 1555) (I volta)
- 30 agosto 1555 - Revoca di tutte le nomine legatizie eccetto Avignone.
- Fabio Mirto Frangipani, governatore (31 luglio 1556 - 6 marzo 1559)
- Giovanni Battista Castagna, governatore (6 marzo 1559 - aprile 1560)
- Giulio Feltrio della Rovere (6 maggio 1560 - 1563) (II volta)
- Giovanni Antonio Serbelloni (22 agosto 1565 - 30 gennaio 1566)
- 30 gennaio 1566 – Revoca di tutte le nomine legatizie
- Alessandro Sforza di Santa Fiora (1579 - 1581)[3]
- Alessandro Riario (25 ottobre 1581 - 23 settembre 1583)
- Filippo Spinola (13 maggio 1585 - 1586)
- Domenico Pinelli (18 febbraio 1591 - 1592)
- Silvio Savelli (10 novembre 1597 - 1599)
- Bonifazio Bevilacqua Aldobrandini (25 settembre 1600 - 1609)

I seguenti furono tutti governatori pontifici
Tra parentesi la data di nomina:
- Domenico de' Marini (28 gennaio 1609)
- Ladislao d'Aquino (5 novembre 1614)
- Antonio Diaz (24 settembre 1616)
- Giulio Roma (11 dicembre 1619)
- Prospero Caffarelli (19 gennaio 1621)

- Francesco Boncompagni, legato pontificio (21 febbraio 1622 - 1623)
- Fabrizio Verospi (27 ottobre 1623)
- Francesco Visconti (1627)
- Carlo Antonio Ripa (14 ottobre 1628)
- Alfonso Sacrati (9 settembre 1630)
- Antonio Barberini (11 giugno 1631)
- Girolamo Grimaldi-Cavalleroni (24 maggio 1634)
- Gaspare Mattei (29 gennaio 1636)
- Alfonso Litta (aprile-ottobre 1637)
- Cesare Raccagna da Brisighella (9 febbraio 1639 - 24 agosto 1639)
- Nicola Enriquez de Herrera (26 marzo 1639, prese possesso il 24 agosto 1639)
- Ottaviano Carafa (1642)
- Pierdonato Cesi (1643)
- Giovanni Domenico Moneglia (1643)
- Francesco Vitelli (1644)
- Giberto Borromeo (14 novembre 1644)
- Giacomo Colonna (22 marzo 1645)
- Pietro Paolo Cavalletti (2 aprile 1647)
- Giuseppe Gaetani (28 febbraio 1648)
- Francesco Visconti (18 agosto 1648)
- Francesco Albergotti (1648 - 1649)
- Giuseppe Maria Sanfelice (8 giugno 1649)
- Giulio Spinola (22 aprile 1650)

- Marco Gallio (25 aprile 1652)
- Claudio Marazzani di Piacenza (1653)
- Giovanni Lucido Palombara (18 gennaio 1646)
- Vitaliano Visconti Borromeo (9 gennaio 1658)
- Stefano Brancaccio (23 ottobre 1658)
- Pompeo Varese (9 maggio 1660)
- Marcantonio Vincentini (7 dicembre 1661)
- Niccolò Pietro Bargellini (13 febbraio 1663)

- Alessandro Colonna (31 agosto 1665)

- Ridolfo Acquaviva (20 aprile 1666)

- Francesco Negroni (10 marzo 1668)
- Odoardo Cibo (14 dicembre 1668)
- Marcello Durazzo (18 luglio 1670)
- Giuseppe Estense Mosti (4 maggio 1671)
- Carlo Montecatini  (12  gennaio 1673)

- Carlo Antonio Dondini (5 maggio 1674)

- Giovanni Battista Rubini (20 novembre 1675)
- Lorenzo Lomellini (27 luglio 1678)
- Lorenzo Maria Fieschi  (10 febbraio 1685)

- Giacomo Giandemaria (28 agosto 1686)
- Niccola Grimaldi (16 ottobre 1689)

- Giovanni Battista Anguisciola (17 agosto 1691 - 17 dicembre 1692)

- Carlo Bichi (8 novembre 1692 - novembre 1697)
- Francesco Maurizio Gonteri (22 novembre 1697 12 novembre 1698)
- Niccolò Caracciolo (7 novembre 1698)

- Giovanni Patrizi (5 giugno 1699  - 19 gennaio 1701 revocato).

- Giorgio Spinola (29 gennaio 1701 - maggio 1703)

- Giacinto Filiberto Ferrerio di Masserano (8 giugno 1703)
- Giuseppe Firrao (12 luglio 1706 - 16 giugno 1709)

- Antonio Vidman (10 maggio 1709)
- Francesco Foscari (10 settembre 1710)
- Pietro de Carolis (12 maggio 1714 - 19 aprile 1717)
- Niccolò Maria Lercari (26 aprile 1717 - giugno 1719)
- Andrea Giustiniani (13 luglio 1719 - 22 luglio 1721)
- Giovanni Battista Barni da Lodi (11 luglio 1721)
- Giovanni Battista Visconti (23 febbraio 1725)
- Flavio Ravizza da Orvieto (22 dicembre 1730)
- Cosimo Imperiali (4 settembre 1734)
- Enrico Enriquez (17 aprile 1738)
- Niccolò Serra (12 agosto 1741)
- Basilio Sceriman (4 maggio 1744)
- Angelo Locatelli Martorelli Orsini (19 settembre 1749)
- Carlo Gonzaga (30 giugno 1751)
- Saverio Dattilo da Cosenza (10 dicembre 1753)
- Raniero Finocchietti (14 marzo 1760)
- Emerico Bolognini (27 novembre 1764)
- Felice Faustino Savorgnano (13 maggio 1775 - 27 gennaio 1776 deceduto a Perugia)
- Ferrante Loffredo (25 maggio 1776)
- Francesco Arrigoni (19 gennaio 1781)
  - Ubaldo Torres, vicario governativo e luogotenente (25 febbraio 1785 - 7 aprile 1785)
- Angelo dei principi Altieri (25 febbraio 1785 - 2 aprile 1793)
- Tommaso Arezzo (3 aprile 1793)
- Giuseppe Morozzo (18 agosto 1794)
- Tommaso Arezzo (27 febbraio 1797 - 31 marzo 1797)
- Giacomo Giustiniani (28 marzo 1797)
- Agostino Rivarola, delegato apostolico (settembre 1800)
- Paride Giuseppe Giustiniani (13 luglio 1802)
- Luigi Pandolfi (24 marzo 1809)
- Cesare Nembrini Pironi Gonzaga (4 maggio 1814)
- Domenico De Simone (17 febbraio 1816 - 18 dicembre 1825)

## Fonti per le cronotassi
- Annibale Mariotti, Saggio di memorie istoriche civili ed ecclesiastiche della città di Perugia, Tomo I, Parte II, Perugia 1806 (versione digitalizzata)
- Dizionario Biografico degli Italiani
- Appendice II. Legati (e figure equiparate) nello Stato pontificio, 1417-1700 in Armand Jamme, Olivier Poncet, Offices et Papauté (XIVe-XVIIe siècle), Publications de l'École française de Rome, 2005 (versione online)
- Christoph Weber, Legati e governatori dello Stato Pontificio (1550-1809), 1994.